# Patryk Sieradzki
Patryk Sieradzki (ur. 6 października 1998) – polski lekkoatleta, specjalizujący się w biegach średniodystansowych.

## Osiągnięcia
- Mistrzostwa Polski seniorów w lekkoatletyce
  - Suwałki 2018 – srebrny medal w sztafecie mieszanej 4 × 400 m
  - Radom 2019 – brązowy medal w biegu na 800 m

- Młodzieżowe mistrzostwa Polski w lekkoatletyce
  - Sieradz 2018 – brązowy medal w biegu na 800 m

- Mistrzostwa Polski juniorów w lekkoatletyce
  - Suwałki 2016 – złoty medal w sztafecie 4 × 400 m, srebrny medal w biegu na 800 m

- Mistrzostwa Polski juniorów młodszych w lekkoatletyce
  - Łódź 2015 – złoty medal w biegu na 800 m

- Halowe mistrzostwa Polski juniorów młodszych w lekkoatletyce
  - Toruń 2015 – złoty medal w biegu na 1000 m

## Rekordy życiowe
- bieg na 800 metrów
  - stadion – 1:45,06 (Ostrawa 2025)
  - hala – 1:46,32 (Apeldoorn 2025)